# Christopher John Thomason
Christopher John Thomason (Abilene, 6 dicembre 1982) è un attore e modello statunitense noto al grande pubblico per il ruolo di Jimmy Mance nella serie thriller Harper's Island.

## Gli Inizi
Christopher John Thomason ha iniziato a recitare all'età di 12 anni, si è diplomato con un semestre d'anticipo alla Central High School di San Angelo, Texas, e si è trasferito a Los Angeles per iniziare la sua carriera di attore.

## La Carriera
C. J. Thomason fu scoperto dal regista David DeCoteau che lo volle nel suo film The Brotherhood II del 2001. Ha partecipato a diversi episodi delle serie Tv For The People e General Hospital, e come guest star in Boston Public, CSI: NY e A proposito di Brian.
Thomason aspira a dirigere e produrre progetti futuri.
Il ruolo che lo ha reso famoso è stato quello di Jimmy Mance in Harper's Island.

## Filmografia

### Cinema
- Transformers, regia di Michael Bay (2007)

### Televisione
- For The People - serie TV, episodio 1x02 (2002)
- General Hospital - soap opera, 34 episodi (2002-2003)
- Boston Public - serie TV, episodi 4x09-4x10 (2003)
- CSI: NY - serie TV, episodio 2x14 (2006)
- A proposito di Brian (What About Brian) - serie TV, episodio 2x09 (2006)
- Harper's Island - serie TV, 11 episodi (2009)

## Doppiatori italiani
Nelle versioni in italiano delle opere in cui ha recitato, C.J. Thomason è stato doppiato da:
- Emiliano Coltorti in CSI: NY
- Stefano Crescentini in Harper's Island